# 播阳镇
播阳镇，是中华人民共和国湖南省怀化市通道侗族自治县下辖的一个乡镇级行政单位。

## 行政区划
播阳镇下辖以下地区：
旗山社区、东门村、南门村、上寨村、陈团村、新团村、冲华村、楼团村、黄土团村、地角村、闷团村、龙吉村、水塔村、池喇村、寨什村、黄垢村、黄寨村和上湘村。